# Hélène Ahrweiler

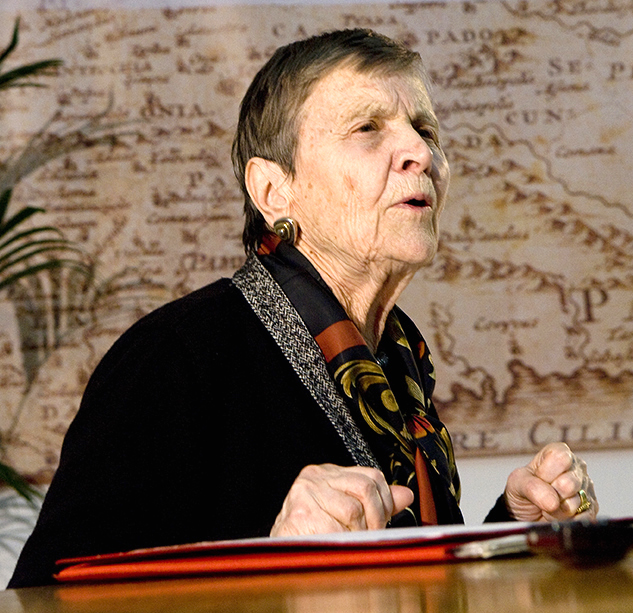
Hélène Ahrweiler (2010)

Hélène Ahrweiler z domu Glykatzi (gr. Ελένη Γλύκατζη) (ur. 29 sierpnia 1926 w Atenach) – historyk francuska pochodzenia greckiego, mediewistka, bizantynolog.

## Życiorys
Urodziła się w greckiej rodzinie wypartej z Azji Mniejszej. Ukończyła studia w Instytucie Francuskim i Angielskim w Atenach. Następnie edukację kontynuowała w Paryżu w Ecole Pratique des Hautes Etudes. Tam uzyskała doktorat z historii. Następnie wykładała na Université Paris I (Panthéon-Sorbonne). Pełniła wiele ważnych i szanowanych funkcji. Dyrektor Research Center for Byzantine and Christian Near East History and Civilization.
Jest doktorem honoris causa uczelni w Londynie, Harvardzie, Belgradzie, Nowym Jorku, Limie, Nowym Brunszwiku, Hajfie i Atenach.
Otrzymała również Medal Honorowy Polskiej Akademii Nauk.

## Wybrane prace
- Byzance et la mer, 1966.
- Études sur les structures administratives et sociales de Byzance, 1971.
- L'Idéologie politique de l'empire byzantin, 1975.
- Byzance : les pays et les territoires, 1976.
- Geographica Byzantina, 1981.
- The Making of Europe, 1999.
- Les Européens, 2000.
- Le Roman d'Athènes, 2004.